# Everything (canción de Arashi)
«Everything» es el vigesimoséptimo sencillo de la banda japonesa Arashi y el tercero del año, que fue lanzado el 1 de julio de 2009. El sencillo fue lanzado en dos ediciones: una edición normal, donde contiene karaokes de las canciones del sencillo, y una edición limitada que contiene un DVD con el video musical de la canción Everything.

## Información del sencillo

### "Everything"
- Letras: 100+
- Compuesto por: Shingo Asari
- Arreglado por: ISB

### "Season"
- Letras y compuesto por: youth case
- Arreglado por: Ishizuka Tomoki

## Lista de pistas
- Edición normal Lista de pistas

| Pista # | Título de pista                                          | Duración |
| ------- | -------------------------------------------------------- | -------- |
| 1       | "Everything"                                             | 4:03     |
| 2       | "Season"                                                 | 4:35     |
| 3       | "Everything" (Karaoke) (Everything オリジナル・カラオケ) | 4:03     |
| 4       | "Season" (Karaoke) (Season オリジナル・カラオケ)         | 4:35     |

- Edición limitada

| Pista # | Título de pista | Duración |
| ------- | --------------- | -------- |
| 1       | "Everything"    | 4:03     |
| 2       | "Season"        | 4:35     |

- Edición limitada en DVD

| Pista # | Título de pista            |
| ------- | -------------------------- |
| 1       | "Everything" (Music Video) |

## Ventas
Es el tercer sencillo lanzado en el año 2009 con una venta de más de 340 000 copias en su primera semana. Hasta el momento Arashi ha logrado los primeros tres lugares en ventas más altas en su primera semana en sencillos.

### Lista de ventas Oricon (Japón)
| Lanzamiento        | Lista                        | Posición máxima | Ventas totales |
| ------------------ | ---------------------------- | --------------- | -------------- |
| 1 de julio de 2009 | Oricon Daily Singles Chart   | 1               | 135 053        |
| 8 de julio de 2009 | Oricon Weekly Singles Chart  | 1               | 342 070        |
| Julio de 2009      | Oricon Monthly Singles Chart | 1               | 386 193        |
| Diciembre de 2009  | Oricon Yearly Singles Chart  | 5               | 423 004        |

Ventas totales hasta ahora: 399 995 (17.08.2009)

### Listas del Billboard (Japón)
| Lista   | Posición máxima |
| ------- | --------------- |
| Hot 100 | 1               |